# 每熊晟矢
每熊晟矢（日语：まいくま せいや，1997年10月16日—），日本足球運動員，司職右後衛，現時效力荷甲球隊AZ。

## 國家隊生涯
2023年9月12日，在對陣土耳其的友誼賽中，每熊晟矢助攻第三球，幫助日本隊4-2取勝。
2024年1月，入選日本國家足球隊參加2023年亞洲杯大名單。

## 外部連結
- 毎熊晟矢的X（前Twitter）
- 毎熊晟矢的Instagram帳戶